# Нестрамци
Нестрамци (на гръцки: Νεστορίτες, Несторитес) са жителите на село Нестрам (Несторио), Гърция. Това е списък на най-известните от тях.

## Родени в Нестрам
А – Б – В – Г – Д –
Е – Ж – З – И – Й —
К – Л – М – Н – О —
П – Р – С – Т – У —
Ф – Х – Ц – Ч – Ш —
Щ – Ю – Я

### А
- Алеко Пашов - Филипиде (? – 1949), гръцки комунист; член на КПГ от 1943 година; сражава се в редиците на ЕЛАС по време на окупацията на Гърция; след Споразумението от Варкиза е преследван; доброволец в ДАГ от 1946 година; командир в 14-а бригада; в 1948 година е тежко ранен; загива на 11 април 1949 година при отбраната на Грамос[1]
- Александър Трифонов (1880 – 1949), български революционер и общественик
- Андон Чачев (Αντώνιος Τσάτσης), гръцки андартски деец, агент от III ред[2]
- Андреас Радос (1938 – 2019), гръцки поет и преводач от Румъния[3]
- Афродита Дуваловска - Флога (1922 – 11 ноември 1948), гръцка комунистка, по време на Втората световна война се включва в редовете на ЕПОН; в началото на 1944 година става партизанка в редовете на ЕЛАС; преследвана след Споразумението от Варкиза; от 1946 година войник на ДАГ; завършва Военното училище на ДАГ; взема участие в битките за Грамос през 1948 година; с нейната част се сражава в Горуша планина, където е ранена; загива на 11 ноември 1948 година при Буковик - Вич[4]

### В
- Васил Милев (Малев, Мелев, 1889 – ?), македоно-одрински опълченец, четата на Никола Андреев, 1 рота на 13 кукушка дружина[5]

### Г
- Георги Димировски (р. 1941), северномакедонски учен
- Георги Стоянов, македоно-одрински опълченец, 3 рота на 5 одринска дружина[6]
- Григор Костов Гемов (1888 – 1958), български революционер, македоно-одрински опълченец, деец на МФЕО, ВМРО (об.)
- Григор Христов (1886 – ?), македоно-одрински опълченец, 1 рота на 6 охридска дружина[7]
- Григор Янчев, македоно-одрински опълченец, 1 рота на 8 костурска дружина[8]

### Д
- Димитър Атанасов Костов (1883 - след 1943), македоно-одрински опълченец, 2-ра рота на 11-а сярска дружина;[9][10] на 28 април 1943 година, като жител на Бургас, подава молба за българска народна пенсия, която е одобрена и пенсията е отпусната от Министерския съвет на Царство България[10]

### Е
- Евгения Киряку (1922 – 1949), гръцка комунистка[11]
- Евстатий Шкорнов (Дякон Евстатий, 1873 – 1935), български революционер, войвода на ВМОРО

### Ж
- Живко Харизов (Хризов, Ризов, 1889 – ?), македоно-одрински опълченец, четата на Никола Андреев, 3 рота на 13 кукушка дружина[12]

### З
- Зисо Зисов (Ζήσης Ζήσου), гръцки андартски деец, четник в четата на Стефанос Дукас (Малиос), участва в нападенията над Осничани и Езерец[2]

### И
- Иван Радев (1902 – 1969), български и гръцки комунистически деец

### К
- Кераца Висулчева (1911 – 2004), северномакедонска художничка
- Козма Калояни (1917 – 1947), гръцки комунист, член на ГКП от 1941 година; арестуван в 1942 година от италианските окупационни власти; лежи в затворите в Костур и Атина повече от една година; освободен през август 1943 година и се включва в редиците на ЕЛАС; член на Нестрамския районен комитет на КПГ; след Споразумението от Варкиза продължава своята дейност в района; през април 1947 година попада на засада край село Чука и при завързалата се престрелка е тежко ранен; успява да стигне до селото и да се скрие в една плевня, където е изгорен жив; обгореното му тяло е разнасяно из съседните села и в родното му село[13]
- Кузма Николов, български революционер от ВМОРО, четник на Христо Цветков[14]
- Колю Радовски със сина си Калюц, строителни предприемачи в Кавала[15]
- Коста Василев Чалмов (Чаммов, 1882 – ?), македоно-одрински опълченец, Костурска съединена чета[16]
- Коста Георгиев (1884 – ?), македоно-одрински опълченец, 1 рота на 6 охридска дружина[17]

### М
- Марко Пальобеев (Μάρκος Παλιόμπεης), гръцки андартски деец, агент от II ред, член на местния гръцки комитет[2]
- Марко Паскалев (1891 – ?), македоно-одрински опълченец, 2 рота на 10 прилепска дружина, Сборна партизанска рота на МОО, носител на кръст „За храброст“ IV степен[18]
- Марко Поптърпов (1846 – 1936), гръцки андартски деец[2][19]
- Методи Попов, български емигрантски деец, секретар на Костурското братство
- Михаил Хаджиев (Μιχαήλ Χαντζής), гръцки андартски деец, агент от III ред[2]
- Мишо Дишлян (около 1756 – ?), български майстор строител, роден в Горни Нестрам, преселил се в Брацигово през 1791 г., участвал в реконструкцията на Рилския манастир в 1816 – 1819 г., представител на Брациговската архитектурно-строителна школа[20]
- Мъне (около 1751 – ?), български майстор строител, роден в Горни Нестрам, преселил се в Брацигово през 1791 г., участвал в реконструкцията на Рилския манастир в 1816 – 1819 г., представител на Брациговската архитектурно-строителна школа[20]

### Н
- Ники Гечева (1922 – 2008), участничка в Гражданската война
- Ники Динга (? – 1949), гръцка комунистка, членка на КПГ от 1944 година, като по време на окупацията е членка на ЕПОН; след Споразумението от Варкиза с цялото си семейство е интернирана в Четирок; включва се в редовете на ДАГ от 1947 година; получава офицерско звание; в в битката за Лерин в 1949 година е обкръжена и се самоубива<[21]

### П
- Павел Пальобеев (Παύλος Παλιόμπεης), гръцки андартски деец, агент от III ред, убит от Васил Чекаларов през септември 1903 година на площада в селото[2]
- Павел Шкарпов (Павле Шкорлев, 1886 – ?), македоно-одрински опълченец, Костурска чета[22]
- Панде П. Ризов (1893 – ?), македоно-одрински опълченец, 3 рота на 13 кукушка дружина[23]
- Пандели Паскалев Гечев (1918 – 2005), участник в гражданската война, емигрира в Узбекистан (1949), през 1967 емигрират в България
- Пандо Димитров (1878 – ?), македоно-одрински опълченец, 3 рота на 5 одринска дружина[24]
- Пандо Дуваловски (1924 – 3 септември 1948), гръцки комунист, арестуван от италианците и лежи в затвора, от където е освободен след капитулацията на Италия през септември 1943 година; включва се в редовете на ЕЛАС; завършва офицерската школа; присъединява се към ДАГ; участва като ротен командир в отбраната на Грамос, където е ранен; загива на 3 септември 1948 година като командир на рота в битката на Дъмбенската планина край Бела вода; посмъртно произведен в чин майор[25]
- Пандо Хаджиев, гръцки андартски деец
- Пандо Янков (1892 – ?), македоно-одрински опълченец, 3 рота на 11 сярска дружина[26]
- Паскал Пляков (? – 1910), български общественик, убит в Кавала от гръцки терористи. Синът му Ламбо Паскалев заедно с Георги Керанов се занимава с търговия със зърнени храни в Ксанти[15]
- Просо (около 1751 – ?), български майстор строител, роден в Горни Нестрам, преселил се в Брацигово през 1791 г., участвал в реконструкцията на Рилския манастир в 1816 – 1819 г., представител на Брациговската архитектурно-строителна школа[20]

### Т
- Танас Калоянов (1918 – 1947), гръцки комунистически деец
- Танас Пашов (1924 – 1948), гръцки комунист; член на КПГ от 1942 година; един от първите, които се включват в частите на ЕЛАС, като взима участие в сражения срещу италианските и германските окупатори по време на Втората световна война; след Споразумението от Варкиза е арестуван и измъчван от полицията; един от първите, които се включват в редовете на ДА; капитан в 14-а бригада; загива като ротен командир на 17 април 1948 година в местността Горица; посмъртно произведен в чин майор[27]
- Темистокли Зиовски – Лаократис, гръцки комунист.[28]
- Теодора Скорну (1922 – 1948), гръцка комунистка, в 1941 година става членка на КПГ; в 1942 година е избрана за член на Костурския околийски комитет на ЕПОН; след Споразумението от Варкиза е арестувана и лежи в затворите в Костур и Кожани; включва се в редовете на ДАГ от 1946 година и става политкомисар; участва в отбраната на Епир, Грамос и Вич; загива през август 1948 година в отбраната на Грамос, на връх Жужел; посмъртно повишена в чин капитан.[29]
- Тоду Тодувичен (около 1741 – ?), български майстор строител, роден в Долни Нестрам, преселил се в Брацигово през 1791 г., представител на Брациговската архитектурно-строителна школа[20]
- Тома Пападимитру – Чоляс (1921 – 1949), гръцки комунист, израства в бедно семейство от малък започва да работи като строител и дърводелец; става член на КПГ в 1941 година, в 1943 година се включва в редовете на ЕЛАС; след Споразумението от Варкиза е избран за секретар на Нестрамската партийна организация; в 1946 година е сред първите които стават доброволци в ДАГ; от редник стига до чин капитан; от 1946 до 1949 годин е раняван на два пъти; награден с медал в 1948 година при отбраната на Грамос; загива на 21 април 1949 година на Грамос край Автомата; посмъртно е повишен в майор[30]
- Трифун Паскалов (р. 1934), северномакедонски учен

### Ф
- Фоти Гечев (1924 - ?) участник в съпротивата, емигрант в България

### Х
- Хариси Попов (Χαρίσιος Παπαδόπουλος), гръцки андартски деец, агент от II ред[2]
- Христо Андреопулос, гръцки комунист, арестуван от италианците в годините на окупацията през Втората световна война и самоубил се при Чука[31]
- Христо Капитанов (1866 – 1939), български учител и революционер
- Христо Киров (1893 – ?), македоно-одрински опълченец, 2 рота на 10 прилепска дружина[32]
- Христо Митов, български революционер от ВМОРО, четник на Ной Димитров[33]
- Христо Спасов, македоно-одрински опълченец, 2 рота на 11 сярска дружина[34]
- Христо Хаджиев, гръцки андартски деец
- Христо Янев Ралев (1888 – 1915), македоно-одрински опълченец, 3 рота на 10 прилепска дружина.[35] Безследно изчезнал през Първата световна война.[36]
- Христос Госльопулос (р. 1956), гръцки политик, кмет на Нестрам

### Я
- Янаки Динков Павлов, свещеник в църквата „Св. св. Кирил и Методий“ в Блатец, Сливенско
- Яне Георгиев (Яни, 1886 – ?), македоно-одрински опълченец, 3 рота на 10 прилепска дружина, ранен на 6 или 7 ноември 1912 година при Узун Химитлер[37]
- Яни Калапути, гръцки комунист, член на ГКП; арестуван от време ва германската окупация на Костурско през Втората световна война; след жестоки мъчения е обесен от германците в Костур[38]
- Янко Спасов (Спасев) Стоянов (1878 – след 1943), македоно-одрински опълченец, 3-та рота на 5-а одринска дружина,[34] взима участие в във всички походи на дружината, участва и в Първата световна война с Българската армия; на 17 март 1943 година, като жител на Шумен, подава молба за българска народна пенсия, която е одобрена и пенсията е отпусната от Министерския съвет на Царство България[39]

## Други
- Александрос Папатерпос (1915 – 1979), гръцки военен и политик, по произход от Нестрам
- Атанас Тодовичин (1900 – 1938), български терорист, по произход от Долни Нестрам
- Михаил Паскалев (1913 – 1976), български дипломат, по произход от Нестрам